# تذبذب (كيمياء)

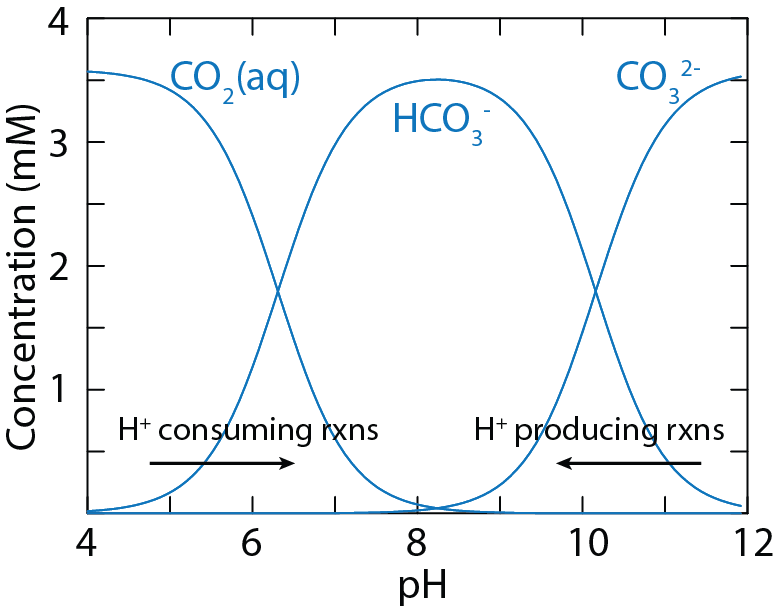
يوضح الرسم البياني مخرجات نموذج مسار التفاعل الكيميائي الجيولوجي لتوضيح كيفية تغير تكوين DIC استجابة للتغيرات في درجة الحموضة.

في الكيمياء، يُقال عن مادة أنها مذبذبة (ملاحظة 1) عندما تتفاعل كحمض وكقاعدة. وكلمة أمفوتيرية مشتقة من اللاحقة اليونانية (-αμφί) والتي تعني «الاثنان معًا». تمتلك العديد من الفلزات (مثل الخارصين، القصدير، الرصاص، الألمنيوم والبريليوم وأغلب أشباه الفلزات أوكسيدات وهيدروكسيدات ذات صفات مذبذبة.

## أكسيدات وهيدروكسيدات مذبذبة
الأكسيد المذبذب هو أكسيد ليس له صفة واضحة فهو يتصرف كحمض وقاعدة حسب الوسط، مثال عليه أكسيد الألمنيوم.
يتفاعل أوكسيد الخارصين (ZnO) بشكل مختلف تبعاً للدالة الحامضية المحلول:
في الوسط الحامضي: ZnO + 2H+ → Zn2+ +H2O
في الوسط القاعدي: ZnO + H2O + 2OH- → [Zn(OH)4]2-

## مثال
الماء أيضا ماده متردده حسب مفهوم برونستد لوري (أي يتفاعل كحمض وكقاعده) كما في الاتي
-H2O+NH3_____>NH4+ +OH
-H2O+HCL____>H3O+ Cl
وايضا 2(HCO3- * SB(OH

## هوامش
- ملاحظة 1: تعرب تلك الخاصة الكيميائية أيضاً أمفوتيرية أو أمفوتيري[2] وذلك حرفياً إذ يقابلها (بالإنجليزية: Amphoterism)